# 第40回社会人野球日本選手権大会予選
第40回社会人野球日本選手権大会予選は、第40回社会人野球日本選手権大会の出場チームを決定するために行われた予選および各種大会の結果をまとめたものである。

本戦出場を決める代表決定戦（各種大会決勝戦）以外のコールド、延長のイニングは記載しない。

## 第85回都市対抗野球大会
西濃運輸が本戦出場

## 第39回全日本クラブ野球選手権大会
- 1回戦

和歌山箕島球友会　13－1　オール江刺
YBC柏　4－3　千曲川硬式野球クラブ
茨城ゴールデンゴールズ　5－4　水沢駒形野球倶楽部
ビッグ開発ベースボールクラブ　3－2　WEEDしらおい
浜松ケイ・スポーツベースボールクラブ　3－2　東北マークス
全足利クラブ　11－5　NSBベースボールクラブ
大和高田クラブ　16－2　オールいわきクラブ
松山フェニックス　10－5　山梨球友クラブ
- 2回戦

YBC柏　7－5　和歌山箕島球友会
茨城ゴールデンゴールズ　6－2　ビッグ開発ベースボールクラブ
全足利クラブ　8－1　浜松ケイ・スポーツベースボールクラブ
松山フェニックス　3－1　大和高田クラブ
- 準決勝

茨城ゴールデンゴールズ　3－2　YBC柏
松山フェニックス　6－5　全足利クラブ
- 決勝

茨城ゴールデンゴールズ　8x－7　松山フェニックス　（延長10回タイブレーク）
茨城ゴールデンゴールズが本戦出場

## 日本選手権対象大会

### 第69回JABA東京スポニチ大会
- 予選リーグAブロック

第1戦　Honda鈴鹿　9－4　東京ガス
第2戦　JFE東日本　6－2　大阪ガス
第3戦　Honda鈴鹿　4－2　大阪ガス
第4戦　東京ガス　5－0　JFE東日本
第5戦　JFE東日本　7－0　Honda鈴鹿
第6戦　大阪ガス　10－9　東京ガス
（1位：JFE東日本（2勝1敗）、2位：Honda鈴鹿（2勝1敗）、3位：大阪ガス（1勝2敗）、4位：東京ガス（1勝2敗）＝1・2位、3・4位は直接対戦の結果による（以下同じ））
- 予選リーグBブロック

第1戦　日本新薬　7－0　日立製作所
第2戦　日本通運　5－0　NTT東日本
第3戦　日本通運　1－0　日立製作所
第4戦　日本新薬　3－0　NTT東日本
第5戦　日立製作所　7－3　NTT東日本
第6戦　日本通運　4－3　日本新薬
（1位：日本通運（3勝）、2位：日本新薬（2勝1敗）、3位：日立製作所（1勝2敗）、4位：NTT東日本（3敗））
- 予選リーグCブロック

第1戦　三菱自動車岡崎　3－0　東芝
第2戦　新日鐵住金かずさマジック　5－3　セガサミー
第3戦　新日鐵住金かずさマジック　3－2　東芝
第4戦　セガサミー　3－0　三菱自動車岡崎
第5戦　三菱自動車岡崎　3－0　新日鐵住金かずさマジック
第6戦　東芝　5－0　セガサミー
（1位：三菱自動車岡崎（2勝1敗）、2位：新日鐵住金かずさマジック（2勝1敗）、3位：東芝（1勝2敗）、4位：セガサミー（1勝2敗））
- 予選リーグDブロック

第1戦　JX-ENEOS　2－1　明治安田生命
第2戦　JR九州　3－1　日本製紙石巻
第3戦　明治安田生命　7－5　JR九州
第4戦　日本製紙石巻　6－0　JX-ENEOS
第5戦　日本製紙石巻　7－2　明治安田生命
第6戦　JX-ENEOS　3－2　JR九州
（1位：日本製紙石巻（2勝1敗）、2位：JX-ENEOS（2勝1敗）、3位：明治安田生命（1勝2敗）、4位：JR九州（1勝2敗））
- 準決勝

JFE東日本　3－2　日本通運
日本製紙石巻　5－1　三菱自動車岡崎
- 決勝

JFE東日本　8－0　日本製紙石巻　（7回コールド）
JFE東日本が本戦出場

### 第61回JABA静岡大会
- 予選リーグAブロック

第1戦　鷺宮製作所　3－1　東海理化
第2戦　JR東日本東北　3－1　ヤマハ
第3戦　ヤマハ　8－6　東海理化
第4戦　鷺宮製作所　4－0　JR東日本東北
第5戦　JR東日本東北　3－1　東海理化
第6戦　鷺宮製作所　4－0　ヤマハ
（1位：鷺宮製作所（3勝）、2位：JR東日本東北（2勝1敗）、3位：ヤマハ（1勝2敗）、4位：東海理化（3敗））
- 予選リーグBブロック

第1戦　王子　4－1　JX-ENEOS
第2戦　三菱重工長崎　7－3　ジェイプロジェクト
第3戦　王子　19－1　ジェイプロジェクト
第4戦　三菱重工長崎　8－5　JX-ENEOS
第5戦　三菱重工長崎　4－1　王子
第6戦　JX-ENEOS　6－1　ジェイプロジェクト
（1位：三菱重工長崎（3勝）、2位：王子（2勝1敗）、3位：JX-ENEOS（1勝2敗）、4位：ジェイプロジェクト（3敗））
- 予選リーグCブロック

第1戦　JR東海　3－2　JFE東日本
第2戦　新日鐵住金東海REX　2－1　バイタルネット
第3戦　新日鐵住金東海REX　5－4　JR東海
第4戦　JFE東日本　10－1　バイタルネット
第5戦　JR東海　6－1　バイタルネット
第6戦　JFE東日本　8－3　新日鐵住金東海REX
（1位：JFE東日本（2勝1敗）、2位：JR東海（2勝1敗）、3位：新日鐵住金東海REX（2勝1敗）、4位：バイタルネット（3敗）＝JFE東日本にコールド勝ち1試合があるため上位、2・3位は全試合を対象とした失点数により決定）
- 予選リーグDブロック

第1戦　JR東日本　5－4　三菱重工名古屋
第2戦　日本新薬　5－3　永和商事ウイング
第3戦　三菱重工名古屋　2－0　永和商事ウイング
第4戦　日本新薬　5－4　JR東日本
第5戦　日本新薬　10－2　三菱重工名古屋
第6戦　JR東日本　12－2　永和商事ウイング
（1位：日本新薬（3勝）、2位：JR東日本（2勝1敗）、3位：三菱重工名古屋（1勝2敗）、4位：永和商事ウイング（3敗））
- 準決勝

鷺宮製作所　2－0　JFE東日本
三菱重工長崎　4－2　日本新薬
- 決勝

鷺宮製作所　7－0　三菱重工長崎　（7回コールド）
鷺宮製作所が本戦出場

### 第43回JABA四国大会
- 予選リーグAブロック

第1戦　JR西日本　10－0　四国銀行
第2戦　日本生命　6－2　沖縄電力
第3戦　沖縄電力　8－3　四国銀行
第4戦　日本生命　9－0　JR西日本
第5戦　日本生命　7－4　四国銀行
第6戦　沖縄電力　2－1　JR西日本
（1位：日本生命（3勝）、2位：沖縄電力（2勝1敗）、3位：JR西日本（1勝2敗）、4位：四国銀行（3敗））
- 予選リーグBブロック

第1戦　JR四国　4－0　ツネイシ
第2戦　東邦ガス　3－1　熊本ゴールデンラークス
第3戦　東邦ガス　7－0　JR四国
第4戦　熊本ゴールデンラークス　2－1　ツネイシ
第5戦　熊本ゴールデンラークス　4－2　JR四国
第6戦　東邦ガス　4－0　ツネイシ
（1位：東邦ガス（3勝）、2位：熊本ゴールデンラークス（2勝1敗）、3位：JR四国（1勝2敗）、4位：ツネイシ（3敗））
- 予選リーグCブロック

第1戦　東芝　5－0　アークバリア
第2戦　三菱重工広島　4－2　JR九州
第3戦　三菱重工広島　5－2　アークバリア
第4戦　東芝　8－1　JR九州
第5戦　JR九州　10－3　アークバリア
第6戦　三菱重工広島　3－2　東芝
（1位：三菱重工広島（3勝）、2位：東芝（2勝1敗）、3位：JR九州（1勝2敗）、4位：アークバリア（3敗））
- 予選リーグDブロック

第1戦　日本通運　7－2　三菱自動車岡崎
第2戦　NTT西日本　5－2　JFE西日本
第3戦　NTT西日本　3－1　日本通運
第4戦　JFE西日本　6－4　三菱自動車岡崎
第5戦　JFE西日本　4－1　日本通運
第6戦　NTT西日本　5－0　三菱自動車岡崎
（1位：NTT西日本（3勝）、2位：JFE西日本（2勝1敗）、3位：日本通運（1勝2敗）、4位：三菱自動車岡崎（3敗））
- 準決勝

日本生命　6－1　三菱重工広島
東邦ガス　2－1　NTT西日本
- 決勝

東邦ガス　7－1　日本生命
東邦ガスが本戦出場

### 第37回JABA日立市長杯争奪大会
- 予選リーグAブロック

第1戦　日立製作所　8－5　東海理化
第2戦　JR東日本　6－4　三菱重工神戸
第3戦　日立製作所　8－1　三菱重工神戸
第4戦　JR東日本　8－4　東海理化
第5戦　日立製作所　4－2　JR東日本
第6戦　三菱重工神戸　5－1　東海理化
（1位：日立製作所（3勝）、2位：JR東日本（2勝1敗）＝ワイルドカード、3位：三菱重工神戸（1勝2敗）、4位：東海理化（3敗））
- 予選リーグBブロック

第1戦　Honda　2－0　沖データ・コンピュータ教育学院
第2戦　富士重工業　5－2　TDK
第3戦　富士重工業　14－0　沖データ・コンピュータ教育学院
第4戦　Honda　16－4　TDK
第5戦　Honda　9－1　富士重工業
第6戦　TDK　10－0　沖データ・コンピュータ教育学院
（1位：Honda（3勝）、2位：富士重工業（2勝1敗）、3位：TDK（1勝2敗）、4位：沖データ・コンピュータ教育学院（3敗））
- 予選リーグCブロック

第1戦　日本製紙石巻　6－5　新日鐵住金鹿島
第2戦　三菱日立パワーシステムズ横浜　3－2　ジェイプロジェクト
第3戦　三菱日立パワーシステムズ横浜　3－1　日本製紙石巻
第4戦　新日鐵住金鹿島　8－1　ジェイプロジェクト
第5戦　ジェイプロジェクト　4－3　日本製紙石巻
第6戦　三菱日立パワーシステムズ横浜　6－5　新日鐵住金鹿島
（1位：三菱日立パワーシステムズ横浜（3勝）、2位：日本製紙石巻（1勝2敗）、3位：ジェイプロジェクト（1勝2敗）、4位：新日鐵住金鹿島（1勝2敗）＝2～4位の順位はタイブレークの勝敗数による）
- 準決勝

JR東日本　7－6　Honda
日立製作所　3－2　三菱日立パワーシステムズ横浜
- 決勝

JR東日本　9－0　日立製作所　（7回コールド）
JR東日本が本戦出場

### 第56回JABA長野県知事旗争奪大会
- 予選リーグAブロック

第1戦　東京ガス　6－5　新日鐵住金東海REX
第2戦　七十七銀行　3－2　信越硬式野球クラブ
第3戦　東京ガス　9－0　信越硬式野球クラブ
第4戦　新日鐵住金東海REX　10－2　七十七銀行
第5戦　東京ガス　5－0　七十七銀行
第6戦　新日鐵住金東海REX　9－8　信越硬式野球クラブ
（1位：東京ガス（3勝）、2位：新日鐵住金東海REX（2勝1敗）、3位：七十七銀行（1勝2敗）、4位：信越硬式野球クラブ（3敗））
- 予選リーグBブロック

第1戦　新日鐵住金かずさマジック　7－4　バイタルネット
第2戦　西濃運輸　7－4　伏木海陸運送
第3戦　西濃運輸　9－8　新日鐵住金かずさマジック
第4戦　伏木海陸運送　2－1　バイタルネット
第5戦　新日鐵住金かずさマジック　7－0　伏木海陸運送
第6戦　西濃運輸　5－2　バイタルネット
（1位：西濃運輸（3勝）、2位：新日鐵住金かずさマジック（2勝1敗）、3位：伏木海陸運送（1勝2敗）、4位：バイタルネット（3敗））
- 予選リーグCブロック

第1戦　パナソニック　7－0　フェデックス
第2戦　トヨタ自動車　8－4　セガサミー
第3戦　セガサミー　6－2　パナソニック
第4戦　トヨタ自動車　9－0　フェデックス
第5戦　パナソニック　4－3　トヨタ自動車
第6戦　セガサミー　17－0　フェデックス
（1位：トヨタ自動車（2勝1敗）、2位：パナソニック（2勝1敗）＝ワイルドカード、3位：セガサミー（2勝1敗）、4位：フェデックス（3敗）＝1～3位は全試合での失点数による）
- 準決勝

西濃運輸　4－2　東京ガス
パナソニック　5－1　トヨタ自動車
- 決勝

パナソニック　3－2　西濃運輸
パナソニックが本戦出場

### 第57回JABA岡山大会
- 予選リーグAブロック

第1戦　JR東日本　5－2　航空自衛隊千歳
第2戦　シティライト岡山　2－0　Honda熊本
第3戦　JR東日本　4－0　Honda熊本
第4戦　シティライト岡山　5－0　航空自衛隊千歳
第5戦　JR東日本　5－3　シティライト岡山
第6戦　Honda熊本　5－4　航空自衛隊千歳
（1位：JR東日本（3勝）、2位：シティライト岡山（2勝1敗）、3位：Honda熊本（1勝2敗）、4位：航空自衛隊千歳（3敗））
- 予選リーグBブロック

第1戦　ニチダイ　3－0　JR東海
第2戦　熊本ゴールデンラークス　3－2　伯和ビクトリーズ
第3戦　伯和ビクトリーズ　1－0　JR東海
第4戦　熊本ゴールデンラークス　6－1　ニチダイ
第5戦　JR東海　4－0　熊本ゴールデンラークス
第6戦　伯和ビクトリーズ　8－1　ニチダイ
（1位：熊本ゴールデンラークス（2勝1敗）、2位：伯和ビクトリーズ（2勝1敗）、3位：ニチダイ（1勝2敗）、4位：JR東海（1勝2敗））
- 予選リーグCブロック

第1戦　大阪ガス　3－2　JR四国
第2戦　三菱重工広島　7－0　MSH医療専門学校
第3戦　JR四国　4－1　MSH医療専門学校
第4戦　三菱重工広島　3－1　大阪ガス
第5戦　三菱重工広島　7－1　JR四国
第6戦　大阪ガス　3－1　MSH医療専門学校
（1位：三菱重工広島（3勝）、2位：大阪ガス（2勝1敗）、3位：JR四国（1勝2敗）、4位：MSH医療専門学校（3敗））
- 予選リーグDブロック

第1戦　新日鐵住金広畑　3－1　三菱自動車倉敷オーシャンズ
第2戦　東邦ガス　2－1　JFE西日本
第3戦　東邦ガス　7－2　新日鐵住金広畑
第4戦　三菱自動車倉敷オーシャンズ　3－0　JFE西日本
第5戦　新日鐵住金広畑　4－0　JFE西日本
第6戦　東邦ガス　8－1　三菱自動車倉敷オーシャンズ
（1位：東邦ガス（3勝）、2位：新日鐵住金広畑（2勝1敗）、3位：三菱自動車倉敷オーシャンズ（1勝2敗）、4位：JFE西日本（3敗））
- 準決勝

JR東日本　2－1　熊本ゴールデンラークス
三菱重工広島　9－5　東邦ガス
- 決勝

三菱重工広島　3－1　JR東日本
三菱重工広島が本戦出場

### 第65回JABA京都大会
- 予選リーグAブロック

第1戦　シティライト岡山　4－3　新日鐵住金鹿島
第2戦　NTT西日本　4－2　ニチダイ
第3戦　NTT西日本　2－0　新日鐵住金鹿島
第4戦　シティライト岡山　1－0　ニチダイ
第5戦　新日鐵住金鹿島　5－0　ニチダイ
第6戦　NTT西日本　7－1　シティライト岡山
（1位：NTT西日本（3勝）、2位：シティライト岡山（2勝1敗）、3位：新日鐵住金鹿島（1勝2敗）、4位：ニチダイ（3敗））
- 予選リーグBブロック

第1戦　三菱重工名古屋　5－1　西部ガス
第2戦　新日鐵住金広畑　6－2　パナソニック
第3戦　パナソニック　14－0　西部ガス
第4戦　三菱重工名古屋　6－0　新日鐵住金広畑
第5戦　西部ガス　6－0　新日鐵住金広畑
第6戦　三菱重工名古屋　1－0　パナソニック
（1位：三菱重工名古屋（3勝）、2位：パナソニック（1勝2敗）、3位：新日鐵住金広畑（1勝2敗）、4位：西部ガス（1勝2敗）＝パナソニックにコールド勝ち1試合があるため上位、3・4位は全試合の総失点による）
- 予選リーグCブロック

第1戦　トヨタ自動車　7－3　鷺宮製作所
第2戦　日本新薬　4－3　大阪ガス
第3戦　大阪ガス　4－0　鷺宮製作所
第4戦　トヨタ自動車　1－0　日本新薬
第5戦　日本新薬　3－2　鷺宮製作所
第6戦　トヨタ自動車　6－0　大阪ガス
（1位：トヨタ自動車（3勝）、2位：日本新薬（2勝1敗）、3位：大阪ガス（1勝2敗）、4位：鷺宮製作所（3敗））
- 予選リーグDブロック

第1戦　伯和ビクトリーズ　1－0　JFE東日本
第2戦　三菱重工神戸　5－0　日本生命
第3戦　JFE東日本　2－0　日本生命
第4戦　伯和ビクトリーズ　4－3　三菱重工神戸
第5戦　JFE東日本　8－2　三菱重工神戸
第6戦　日本生命　3－2　伯和ビクトリーズ
（1位：伯和ビクトリーズ（2勝1敗）、2位：JFE東日本（2勝1敗）、3位：三菱重工神戸（1勝2敗）、4位：日本生命（1勝2敗））
- 準決勝

NTT西日本　7－2　三菱重工名古屋
トヨタ自動車　7－0　伯和ビクトリーズ
- 決勝

NTT西日本　7－6　トヨタ自動車
NTT西日本が本戦出場

### 第67回JABAベーブルース杯争奪大会
- 予選リーグAブロック

第1戦　東芝　10－6　和歌山箕島球友会
第2戦　西濃運輸　8－7　JFE西日本
第3戦　JFE西日本　10－7　東芝
第4戦　西濃運輸　10－2　和歌山箕島球友会
第5戦　東芝　4－1　西濃運輸
第6戦　JFE西日本　5－1　和歌山箕島球友会
（1位：西濃運輸（2勝1敗）、2位：JFE西日本（2勝1敗）、3位：東芝（2勝1敗）、4位：和歌山箕島球友会（3敗）＝西濃運輸にコールド勝ち1試合があるため上位、2・3位は全試合の失点数により決定）
- 予選リーグBブロック

第1戦　中日ドラゴンズファーム　3－2　伏木海陸運送
第2戦　日立製作所　7－2　三菱自動車岡崎
第3戦　中日ドラゴンズファーム　11－7　日立製作所
第4戦　三菱自動車岡崎　4－0　伏木海陸運送
第5戦　中日ドラゴンズファーム　5－4　三菱自動車岡崎
第6戦　日立製作所　14－1　伏木海陸運送
（1位：中日ドラゴンズファーム（3勝）、2位：日立製作所（2勝1敗）、3位：三菱自動車岡崎（1勝2敗）、4位：伏木海陸運送（3敗））
- 予選リーグCブロック

第1戦　東邦ガス　7－0　トヨタ自動車東日本
第2戦　JR東海　12－5　明治安田生命
第3戦　東邦ガス　17－12　JR東海
第4戦　明治安田生命　7－2　トヨタ自動車東日本
第5戦　明治安田生命　2－0　東邦ガス
第6戦　JR東海　9－0　トヨタ自動車東日本
（1位：JR東海（2勝1敗）、2位：東邦ガス（2勝1敗）＝ワイルドカード、3位：明治安田生命（2勝1敗）、4位：トヨタ自動車東日本（3敗）＝JR東海にコールド勝ち2試合、東邦ガスにコールド勝ち1試合があるため上位、明治安田生命にコールド負け1試合があるため下位）
- 準決勝

中日ドラゴンズファーム　7－0　西濃運輸
東邦ガス　12－5　JR東海
- 決勝

東邦ガス　8－5　中日ドラゴンズファーム
東邦ガスはすでに本戦出場権を得ているため、東海地区からの最終予選出場枠1増

### 第67回JABA九州大会
- 予選リーグAブロック

第1戦　セガサミー　1－0　ヤマハ
第2戦　Honda熊本　3－0　九州三菱自動車
第3戦　ヤマハ　7－0　九州三菱自動車
第4戦　セガサミー　3－2　Honda熊本
第5戦　セガサミー　5－2　九州三菱自動車
第6戦　Honda熊本　7－2　ヤマハ
（1位：セガサミー（3勝）、2位：Honda熊本（2勝1敗）、3位：ヤマハ（1勝2敗）、4位：九州三菱自動車（3敗））
- 予選リーグBブロック

第1戦　三菱日立パワーシステムズ横浜　1－0　NTT西日本
第2戦　JR九州　5－2　新日鐵住金大分クラブ
第3戦　JR九州　6－0　三菱日立パワーシステムズ横浜
第4戦　NTT西日本　3－1　新日鐵住金大分クラブ
第5戦　NTT西日本　5－1　JR九州
第6戦　新日鐵住金大分クラブ　4－1　三菱日立パワーシステムズ横浜
（1位：NTT西日本（2勝1敗）、2位：JR九州（2勝1敗）、3位：新日鐵住金大分クラブ（1勝2敗）、4位：三菱日立パワーシステムズ横浜（1勝2敗））
- 予選リーグCブロック

第1戦　Honda　3－2　王子
第2戦　沖縄電力　8－1　西部ガス
第3戦　Honda　4－1　沖縄電力
第4戦　王子　4－1　西部ガス
第5戦　沖縄電力　8－7　王子
第6戦　Honda　3－2　西部ガス
（1位：Honda（3勝）、2位：沖縄電力（2勝1敗）、3位：王子（1勝2敗）、4位：西部ガス（3敗））
- 予選リーグDブロック

第1戦　富士重工業　3－1　パナソニック
第2戦　熊本ゴールデンラークス　3－2　三菱自動車倉敷オーシャンズ
第3戦　三菱自動車倉敷オーシャンズ　3－2　パナソニック
第4戦　富士重工業　12－1　熊本ゴールデンラークス
第5戦　富士重工業　8－0　三菱自動車倉敷オーシャンズ
第6戦　パナソニック　8－1　熊本ゴールデンラークス
（1位：富士重工業（3勝）、2位：パナソニック（1勝2敗）、3位：三菱自動車倉敷オーシャンズ（1勝2敗）、4位：熊本ゴールデンラークス（1勝2敗）＝三菱自動車倉敷オーシャンズと熊本ゴールデンラークスにそれぞれコールド負け1試合があるためパナソニックが上位、3・4位は全試合の失点数により決定）
- 準決勝

NTT西日本　7－4　セガサミー
Honda　1－0　富士重工業
- 決勝

Honda　2－1　NTT西日本
Hondaが本戦出場

### 第45回JABA東北大会
- 予選リーグAブロック

第1戦　TDK　2－1　室蘭シャークス
第2戦　日本生命　6－2　JX-ENEOS
第3戦　日本生命　9－1　TDK
第4戦　JX-ENEOS　7－0　室蘭シャークス
第5戦　JX-ENEOS　12－5　TDK
第6戦　日本生命　5－2　室蘭シャークス
（1位：日本生命（3勝）、2位：JX-ENEOS（2勝1敗）、3位：TDK（1勝2敗）、4位：室蘭シャークス（3敗））
- 予選リーグBブロック

第1戦　JR東日本東北　4－2　バイタルネット
第2戦　新日鐵住金鹿島　5－3　トヨタ自動車東日本
第3戦　JR東日本東北　7－0　トヨタ自動車東日本
第4戦　新日鐵住金鹿島　2－1　バイタルネット
第5戦　JR東日本東北　11－1　新日鐵住金鹿島
第6戦　バイタルネット　6－1　トヨタ自動車東日本
（1位：JR東日本東北（3勝）、2位：新日鐵住金鹿島（2勝1敗）、3位：バイタルネット（1勝2敗）、4位：トヨタ自動車東日本（3敗））
- 予選リーグCブロック

第1戦　七十七銀行　4－1　航空自衛隊千歳
第2戦　きらやか銀行　6－3　NTT東日本
第3戦　七十七銀行　17－1　きらやか銀行
第4戦　NTT東日本　7－0　航空自衛隊千歳
第5戦　きらやか銀行　3－1　航空自衛隊千歳
第6戦　七十七銀行　2－1　NTT東日本
（1位：七十七銀行（3勝）、2位：きらやか銀行（2勝1敗）、3位：NTT東日本（1勝2敗）、4位：航空自衛隊千歳（3敗））
- 予選リーグDブロック

第1戦　日本製紙石巻　7－2　信越硬式野球クラブ
第2戦　日本通運　1－0　Honda鈴鹿
第3戦　日本通運　6－3　信越硬式野球クラブ
第4戦　日本製紙石巻　5－0　Honda鈴鹿
第5戦　信越硬式野球クラブ　14－9　Honda鈴鹿
第6戦　日本通運　4－1　日本製紙石巻
（1位：日本通運（3勝）、2位：日本製紙石巻（2勝1敗）、3位：信越硬式野球クラブ（1勝2敗）、4位：Honda鈴鹿（3敗））
- 準決勝

JR東日本東北　3－1　日本生命
日本通運　7－1　七十七銀行
- 決勝

JR東日本東北　3－1　日本通運
JR東日本東北が本戦出場

### 第56回JABA北海道大会
- 予選リーグAブロック

第1戦　三菱重工神戸　3－2　NTT東日本
第2戦　JR東日本東北　3－2　新日鐵住金東海REX
第3戦　JR東日本東北　6－5　三菱重工神戸　
第4戦　NTT東日本　12－8　新日鐵住金東海REX
第5戦　NTT東日本　5－1　JR東日本東北
第6戦　新日鐵住金東海REX　4－1　三菱重工神戸
（1位：NTT東日本（2勝1敗）、2位：JR東日本東北（2勝1敗）、3位：新日鐵住金東海REX（1勝2敗）、4位：三菱重工神戸（1勝2敗）＝1・2位、3・4位は直接対戦の結果による）
- 予選リーグBブロック

第1戦　JX-ENEOS　9－7　七十七銀行
第2戦　新日鐵住金かずさマジック　5－4　JR北海道
第3戦　新日鐵住金かずさマジック　4－3　JX-ENEOS
第4戦　JR北海道　6－0　七十七銀行
第5戦　JX-ENEOS　5－0　JR北海道
第6戦　新日鐵住金かずさマジック　7－5　七十七銀行
（1位：新日鐵住金かずさマジック（3勝）、2位：JX-ENEOS（2勝1敗）、3位：JR北海道（1勝2敗）、4位：七十七銀行（3敗））
- 予選リーグCブロック

第1戦　西濃運輸　4－3　富士重工業
第2戦　日本新薬　3－1　室蘭シャークス
第3戦　室蘭シャークス　5－2　西濃運輸
第4戦　日本新薬　9－2　富士重工業
第5戦　室蘭シャークス　2－1　富士重工業
第6戦　日本新薬　5－4　西濃運輸
（1位：日本新薬（3勝）、2位：室蘭シャークス（2勝1敗）＝ワイルドカード、3位：西濃運輸（1勝2敗）、4位：富士重工業（3敗））
- 準決勝

NTT東日本　6－5　新日鐵住金かずさマジック
室蘭シャークス　5－4　日本新薬
- 決勝

NTT東日本　4－0　室蘭シャークス
NTT東日本が本戦出場

## 地区最終予選

### 北海道地区
- 代表決定リーグ戦（2回戦総当たり）

第1戦　航空自衛隊千歳　9－7　JR北海道
第2戦　室蘭シャークス　7－6　航空自衛隊千歳
第3戦　JR北海道　2－1　室蘭シャークス
第4戦　JR北海道　8－0　航空自衛隊千歳
第5戦　室蘭シャークス　4－1　航空自衛隊千歳
第6戦　JR北海道　3－0　室蘭シャークス
（1位：JR北海道（3勝1敗）、2位：室蘭シャークス（2勝2敗）、3位：航空自衛隊千歳（1勝3敗））
JR北海道が本戦出場

### 東北地区
- 1回戦

トヨタ自動車東日本　10－0　JR秋田
七十七銀行　5－0　JR盛岡
きらやか銀行　3－2　TDK
日本製紙石巻　10－0　フェズント岩手
- 準決勝

七十七銀行　4－2　トヨタ自動車東日本
日本製紙石巻　8－6　きらやか銀行
- 敗者復活1回戦

トヨタ自動車東日本　8－2　きらやか銀行
- 代表決定戦

日本製紙石巻　3－2　七十七銀行
- 敗者復活代表決定戦

七十七銀行　3x－2　トヨタ自動車東日本　（延長13回）
日本製紙石巻、七十七銀行が本戦出場

### 北信越地区
- 1回戦

バイタルネット　9－2　フェデックス
- 2回戦

バイタルネット　6－2　信越硬式野球クラブ
伏木海陸運送　3－0　JR新潟
- 代表決定戦

バイタルネット　2－1　伏木海陸運送
バイタルネットが本戦出場

### 関東地区
- 1回戦

日立製作所　14－0　JR千葉
東芝　2－0　三菱日立パワーシステムズ横浜
新日鐵住金かずさマジック　12－1　日本ウェルネススポーツ専門学校
日本通運　4－0　新日鐵住金鹿島
富士重工業　5－0　JR水戸
セガサミー　4－2　東京ガス
明治安田生命　11－0　日本ウェルネススポーツ大学
- 代表決定戦

東芝　8－5　日立製作所
日本通運　1x－0　新日鐵住金かずさマジック
セガサミー　5－0　富士重工業
明治安田生命　7－5　JX-ENEOS　（延長10回）
東芝、日本通運、セガサミー、明治安田生命が本戦出場

### 東海地区
- 1回戦

Honda鈴鹿　6－1　永和商事ウイング
王子　1－0　JR東海
ジェイプロジェクト　3－2　三菱自動車岡崎
三菱重工名古屋　16－0　日本プロスポーツ専門学校
- 2回戦

ヤマハ　4－3　Honda鈴鹿
トヨタ自動車　8－1　王子
新日鐵住金東海REX　4－2　ジェイプロジェクト
三菱重工名古屋　1－0　東海理化
- 敗者復活1回戦

JR東海　6－0　永和商事ウイング
Honda鈴鹿　6－2　王子
三菱自動車岡崎　18－0　日本プロスポーツ専門学校
ジェイプロジェクト　3－1　東海理化
- 代表決定戦

トヨタ自動車　3－2　ヤマハ　（延長12回）
三菱重工名古屋　2x－1　新日鐵住金東海REX　（延長10回）
- 敗者復活2回戦

Honda鈴鹿　3－2　JR東海
ジェイプロジェクト　4－3　三菱自動車岡崎
- 敗者復活代表決定戦

Honda鈴鹿　6－3　新日鐵住金東海REX
ヤマハ　3－1　ジェイプロジェクト
トヨタ自動車、三菱重工名古屋、Honda鈴鹿、ヤマハが本戦出場

### 近畿地区
- 1回戦

トータル阪神　3－2　履正社学園
カナフレックス　7－0　島津製作所
ニチダイ　2－0　甲賀健康医療専門学校
- 2回戦

三菱重工神戸　6－0　トータル阪神
大阪ガス　1－0　日本新薬
日本生命　4－2　カナフレックス
新日鐵住金広畑　4－3　ニチダイ
- 敗者復活1回戦

甲賀健康医療専門学校　9－5　島津製作所
ニチダイ　7－0　履正社学園
トータル阪神　2－0　カナフレックス
- 代表決定戦

大阪ガス　8－2　三菱重工神戸
日本生命　6－2　新日鐵住金広畑
- 敗者復活2回戦

日本新薬　1－0　甲賀健康医療専門学校
ニチダイ　4－2　トータル阪神
- 敗者復活3回戦

新日鐵住金広畑　7－0　ニチダイ
日本新薬　4－1　三菱重工神戸
- 敗者再復活1回戦

三菱重工神戸　5－0　ニチダイ
- 敗者復活代表決定戦

日本新薬　10－6　新日鐵住金広畑
三菱重工神戸　15－8　新日鐵住金広畑　（9回途中降雨コールド）
ニチダイ　15－2　新日鐵住金広畑
大阪ガス、日本生命、日本新薬、三菱重工神戸、ニチダイが本戦出場

### 中国地区
- 1回戦

伯和ビクトリーズ　2－0　光シーガルズ
三菱自動車倉敷オーシャンズ　3－0　シティライト岡山
JFE西日本　7－0　ツネイシ
- 2回戦

JR西日本　5－3　伯和ビクトリーズ
JFE西日本　10－0　三菱自動車倉敷オーシャンズ
- 敗者復活1回戦

シティライト岡山　6－1　光シーガルズ
- 敗者復活2回戦

シティライト岡山　2－0　ツネイシ
伯和ビクトリーズ　3－1　三菱自動車倉敷オーシャンズ
- 敗者復活3回戦

伯和ビクトリーズ　4－1　シティライト岡山
- 代表決定戦

JR西日本　2－1　JFE西日本
- 敗者復活代表決定戦

JFE西日本　3－2　伯和ビクトリーズ
JR西日本、JFE西日本が本戦出場

### 四国地区
- 1次リーグ（2回戦総当たり）

第1戦　JR四国　7－1　アークバリア
第2戦　JR四国　4－2　四国銀行
第3戦　四国銀行　3－0　アークバリア
第4戦　JR四国　8－1　アークバリア
第5戦　JR四国　8－5　四国銀行
第6戦　四国銀行　4－3　アークバリア
（1位：JR四国（4勝）、2位：四国銀行（2勝2敗）、3位：アークバリア（4敗））
- 代表決定戦（2勝先勝）

第1戦　JR四国　2－0　四国銀行
第2戦　JR四国　3－2　四国銀行
JR四国が本戦出場

### 九州地区
- 1回戦

三菱重工長崎　2－1　エナジック
九州三菱自動車　5－3　苅田ビクトリーズベースボールクラブ
熊本ゴールデンラークス　9－1　日本ウェルネススポーツ専門学校北九州
宮崎梅田学園　4－3　沖縄電力
西部ガス　12－0　九州総合スポーツカレッジ
新日鐵住金大分　2－1　沖データ・コンピュータ教育学院
- 2回戦

Honda熊本　3－2　三菱重工長崎
熊本ゴールデンラークス　7－3　九州三菱自動車
西部ガス　13－4　宮崎梅田学園
JR九州　11－2　新日鐵住金大分
- 準決勝

Honda熊本　7－1　熊本ゴールデンラークス
JR九州　3－0　西部ガス
- 敗者復活1回戦

西部ガス　8－1　熊本ゴールデンラークス
- 代表決定戦

JR九州　1－0　Honda熊本
- 敗者復活代表決定戦

西部ガス　3x－2　Honda熊本　（延長10回）
JR九州、西部ガスが本戦出場